# Västervik
Västervik este un oraș în Suedia.

## Demografie
| \| Evoluția demografică a zonei urbane Västervik, 1970–2015 \| Evoluția demografică a zonei urbane Västervik, 1970–2015 \| Evoluția demografică a zonei urbane Västervik, 1970–2015 \| Evoluția demografică a zonei urbane Västervik, 1970–2015 \| Evoluția demografică a zonei urbane Västervik, 1970–2015 \| \| --------------------------------------------------------------------------------------- \| -------------------------------------------------------- \| -------------------------------------------------------- \| -------------------------------------------------------- \| -------------------------------------------------------- \| \| An \| \| \| Locuitori \| \| \| 1970 \| 1970 \| \| 20.168 \| 20.168 \| \| 1975 \| 1975 \| \| 21.239 \| 21.239 \| \| 1980 \| 1980 \| \| 21.462 \| 21.462 \| \| 1990 \| 1990 \| \| 21.504 \| 21.504 \| \| 1995 \| 1995 \| \| 22.041 \| 22.041 \| \| 2000 \| 2000 \| \| 20.888 \| 20.888 \| \| 2005 \| 2005 \| \| 20.694 \| 20.694 \| \| 2010 \| 2010 \| \| 21.140 \| 21.140 \| \| 2015 \| 2015 \| \| 21.178 \| 21.178 \| \| Sursa: SCB - Statistika Centralbyrån, Folkmängden per tätort. Vart femte år 1960 - 2016 \| \| \| \| \| |      |  |           |        |
| Evoluția demografică a zonei urbane Västervik, 1970–2015 |      |  |           |        |
| An |      |  | Locuitori |        |
| 1970 | 1970 |  | 20.168    | 20.168 |
| 1975 | 1975 |  | 21.239    | 21.239 |
| 1980 | 1980 |  | 21.462    | 21.462 |
| 1990 | 1990 |  | 21.504    | 21.504 |
| 1995 | 1995 |  | 22.041    | 22.041 |
| 2000 | 2000 |  | 20.888    | 20.888 |
| 2005 | 2005 |  | 20.694    | 20.694 |
| 2010 | 2010 |  | 21.140    | 21.140 |
| 2015 | 2015 |  | 21.178    | 21.178 |
| Sursa: SCB - Statistika Centralbyrån, Folkmängden per tätort. Vart femte år 1960 - 2016 |      |  |           |        |